# 渋谷で5時
『渋谷で5時』（しぶやでごじ）は鈴木雅之と菊池桃子のデュエット曲。作詞は朝水彼方、作曲は鈴木雅之。

## 概要
「渋谷で5時」は、元々1993年9月発売アルバム『Perfume』の収録曲で、翌1994年1月に「違う、そうじゃない」との両A面シングルとして初リカットされた。
1996年2月には「渋谷で5時（Chocolate mix）」として鈴木初のマキシシングルでリリースされ、カップリング曲にはアルバム『FAIR AFFAIR』収録曲である「出会えて良かった」の新ミックスを収録した。このバージョンは東京テレメッセージCMソングに使用された。
アルバムおよびシングル2作がリリースされた当時は、鈴木と菊池のデュエットが音楽番組で披露されることはなく、テレビ朝日『ミュージックステーション』では鈴木と松田聖子、NHK総合テレビ『ポップジャム』では鈴木と中山美穂、フジテレビ『MUSIC FAIR』では鈴木と工藤静香のデュエットで歌われた。鈴木と菊池によるデュエットが音楽番組で披露されたのは、最初の発売から13年後の2006年、フジテレビ『僕らの音楽-OUR MUSIC-』が最初となった。
鈴木曰く「渋谷が若者の文化の発信地という思いがあり、渋谷をアピールしたい思いで制作した」。
鈴木がパートナーに菊池を選んだ理由について「特徴のある声であることと、サビのフレーズが出た時に菊池さんに歌って欲しいと思ったため」。なお、鈴木からオファーを受けた当初、菊池は「歌唱力が鈴木さんに追いつかず鈴木さんのファンに残念がられる、鈴木さんに会ったことがなく、怖そうというイメージがあった」との理由で一旦は断った。
2015年3月30日から2022年3月31日までNHK総合テレビで夕方枠にて放送されていた『ニュース シブ5時』に鈴木がゲスト出演した際（同年4月17日放送分）、『シブ5時』のタイトルを聞いた際に「パクられた」と感じたと発言した。なお、同番組でこの曲がテーマソングなどで使われることはなかった。

## 収録アルバム・シングル
- アルバム『Perfume』（1993年9月9日）
- シングル「違う、そうじゃない/渋谷で5時」（1994年1月12日）
  - 本シングルに収録のものは「Romantic Single Version」と付けられている。
- シングル「渋谷で5時（1996 Chocolate mix）」（1996年2月1日）
  - 後述。
- シングル「恋のフライトタイム〜12pm〜」（2008年5月28日）
  - 鈴木と菊池による2曲目のデュエット曲。本シングルのカップリングに「Romantic Single Version」を収録している。

## 収録DVD/VHS
- 『Martini II best of visuals』
  - 1996年1月21日（VHS）
  - 2003年11月19日（DVD）

## 渋谷で5時（Chocolate mix）

### シングル収録曲
全作曲：鈴木雅之
1. 渋谷で5時（1996 Chocolate mix）
  - 作詞：朝水彼方、編曲：有賀啓雄
2. 出会えてよかった（1996 Valentine mix）
  - 作詞：鈴木雅之、編曲：大村雅朗
3. 渋谷で5時（Backing Track）

## カバー
- 野宮真貴 - カバーアルバム『男と女 〜野宮真貴、フレンチ渋谷系を歌う。』（2016年8月31日）に収録。オリジナルアーティストの鈴木とクレモンティーヌが参加[2]。
- 鬼龍院翔 - カバーアルバム『オニカバー90's』（2017年5月24日）に収録。菊池のパートはベッド・インが担当している[3]。
- 寺嶋由芙 - 西寺郷太とのデュエットとしてシングル「恋の後味」に収録。